# Atmosferische circulatie

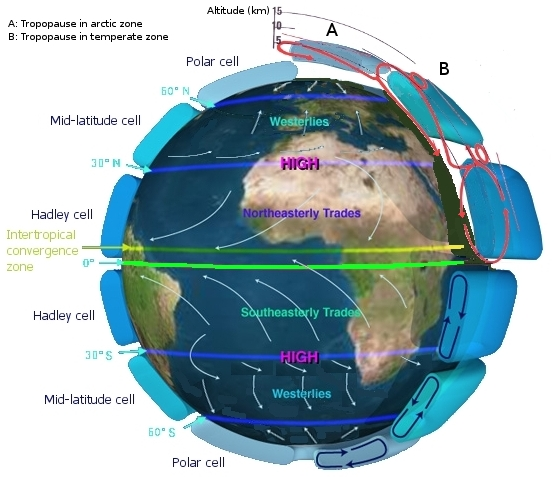
Schematische weergave van de circulatiecellen in de atmosfeer

De atmosferische circulatie of algemene circulatie is in de meteorologie de verplaatsing op grote schaal van lucht in de atmosfeer. Atmosferische circulatie is samen met oceanische circulatie de manier waarop warmte door convectie wordt verspreid over het aardoppervlak.
Deze luchtstromingen worden bepaald door de ligging van hoge- en lagedrukgebieden. Meteorologen onderscheiden verschillende circulatietypes die bij bepaalde weersomstandigheden horen. Het bekendste is de Großwetterlage, een Duitse indeling op basis van circulatietypes.

## Circulatiecellen
De dominante windrichting over het aardoppervlak en de straalstromen hoger in de atmosfeer worden beschreven door drie zogenaamde circulatiecellen, die ruwweg liggen in zones van 30 breedtegraden: de polaire cellen (tussen de pool en de 60e breedtegraad), de Ferrelcellen (tussen 60e en 30e breedtegraad) en de Hadleycellen (tussen 30e breedtegraad en de evenaar). De circulatiecellen geven aan wat de dominante windrichting (noord/zuid) is op een bepaalde breedtegraad en bepalen ook in welke zones meestal hoge- of lagedrukgebieden liggen. Hoewel dit een eenvoudig patroon lijkt, is de werkelijkheid ingewikkelder: er is bijvoorbeeld binnen de tropen niet één Hadleycel maar een aantal cellen, die kunnen verschuiven, zich splitsen en samengaan in de loop der tijd. Als men het over het klimaat (het gemiddelde weer over een langere periode) heeft, wordt echter meestal van een enkele cel gesproken.
Doordat de gebieden op de evenaar het meeste zonlicht krijgen, ontvangen deze gebieden op Aarde de meeste warmte. Hierdoor ontstaat er een opgaande luchtstroom tot de tropopauze, waar de stroming afbuigt en richting de polen stroomt. Daarbij koelt de lucht af en ongeveer bij de 30e breedtegraad daalt de lucht weer om vervolgens over het aardoppervlak terug te stromen naar de evenaar, waarmee een complete Hadleycel voltooid is. Door de dalende luchtstromen op de 30e breedtegraad liggen daar de woestijnen, omdat dalende lucht weinig vocht bevat en een hogedrukgebied veroorzaakt. Vanaf de polen stroomt koude lucht over het aardoppervlak en bij ongeveer de 60e breedtegraad is de lucht voldoende opgewarmd om op te stijgen en hoger in de atmosfeer terug te stromen naar de polen. Dit zijn de polaire cellen. Bij de 60e breedtegraad ontstaan vaak depressies, omdat opstijgende lucht lagedrukgebieden veroorzaakt en vocht moet verliezen.
Zowel de polaire als Hadleycellen worden thermisch bepaald, ze zijn een gevolg van de convectie van lucht, het gevolg van temperatuurverschillen. De circulatie in deze cellen wordt aangedreven doordat warme lucht aan de oppervlakte opstijgt, naar hogere delen van de atmosfeer beweegt, daar afkoelt en vervolgens elders weer daalt. De Ferrelcellen ertussenin zijn een direct gevolg van de twee andere cellen, en daarom een secundair verschijnsel. De theoretische luchtstroming in Ferrelcellen is daarom minder duidelijk aanwezig dan die in de andere twee typen circulatiecellen.
De breedtegraad waar de Zon recht boven het aardoppervlak staat (de zogenaamde thermische evenaar), verschuift met de seizoenen. Tijdens de zomerzonnewende staat de Zon boven de Kreeftskeerkring, tijdens de winterzonnewende boven de Steenbokskeerkring, en op andere momenten ergens ertussenin. Alleen tijdens de equinoxen (op of rond 20 maart en 23 september) staat de Zon precies boven de evenaar. De circulatiecellen volgen de beweging van de Zon met een vertraging en verschuiven dus jaarlijks mee met de beweging van de Zon.

## Afwijking van windrichting door het corioliseffect

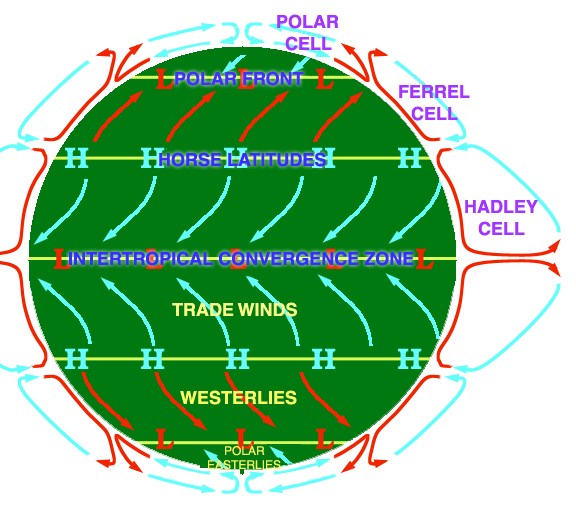
Schematische voorstelling van de afwijking die de dominante windrichting in verschillende circulatiecellen krijgt door het corioliseffect.

Of de wind meestal uit het zuiden of noorden komt wordt bepaald door de ligging van de circulatiecellen. Daarnaast kan de windrichting een afwijking meekrijgen in oostelijke of westelijke richting, dankzij het corioliseffect. Dit is een afwijking in windrichting die wordt veroorzaakt door de rotatie van de Aarde. Deze afwijking is op het noordelijk halfrond naar rechts, op het zuidelijk halfrond naar links. Gevolg is dat bijvoorbeeld de passaat in de Hadleycel ten noorden van de evenaar wordt omgebogen in westelijke richting. Verder naar het noorden, ongeveer tussen de 30e en 60e graad noorderbreedte, staat in de Ferrelcel een dominante zuidenwind, die door het corioliseffect naar het oosten wordt afgebogen. In West-Europa komt de wind daarom meestal uit het zuidwesten.
Met de passaten (de winden in de Hadleycellen) speelt ook het effect van de seizoenen mee. Als de thermische evenaar het verst van de echte evenaar vandaan ligt, in de herfst en lente, zal een van de Hadleycellen over de evenaar heen liggen. In de lente op het noordelijk halfrond ligt de Hadleycel ten zuiden van de evenaar over de evenaar heen. De passaat zal dan eerst naar links afgebogen worden (en dus uit het zuidoosten komen), maar zodra de wind de evenaar passeert een afwijking naar rechts krijgen (en dus uit het zuidwesten komen). Een vergelijkbare omkering komt voor bij de noordelijke passaten tijdens de lente op het zuidelijk halfrond.

## West-Europa
In West-Europa heeft men vaak te maken met een zuidwestcirculatie met aanvoer van zachte of warme lucht met veel wolken en grote neerslagkansen. Depressies liggen hier dan ook meestal op de noordelijke Atlantische Oceaan, de Noorse Zee en het noorden van de Noordzee.